# Hauské městské státy
Hauské městské státy byly soustavou městských států založených africkým etnikem Hausů. Nacházely se mezi řekou Niger a Čadským jezerem, na severu dnešní Nigérie. Entita existovala zřejmě od starověku (počátky jsou nejasné) až do roku 1808.

## Historie
Mytické začátky tohoto civilizačního centra jsou popsány v literární památce zvané Bayajidda. Mytický hrdina Bayajidda měl mít syna Karbagariho, jehož sedm synů mělo být zakladatelem sedmi klíčových států oblasti. O hauských státech se prvně zmiňuje muslimský geograf a historik Ya'qubi v 9. století.
Rozhodujícími městy systému byly Daura, Kano, Katsina, Zaria (Zazzau), Gobir, Rano a Biram. Tato města spolupracovala a rozdělila si úkoly podle svých klimatických podmínek, přírodních zdrojů a polohy. Kano a Rano pěstovaly zejména bavlnu. V Biramu sídlila vláda. Zaria se soustředila na obchod s otroky. Katsina a Daura kontrolovaly obchodní cesty, zejména karavany, které přicházely přes poušť ze severu. Gobir bylo město vojáků, zodpovědné za ochranu celé oblasti, zvláště před sousední Ghanou a královstvím Songhaj. 
Státy se čas od času pokoušely o vytvoření centrální vlády a sjednocení do jednoho království (znám je případ zejména královny Aminy z 11. století), ale to se nikdy nepodařilo na dlouho. Od 14. století, v důsledku činnosti misionářů z Mali, postupně docházelo k islamizaci oblasti. V 16. století již byla dokončena. To však nezabránilo útoku fulanských džihádistů v letech 1804–1808. Ti triumfovali, státy ovládl Usman dan Fodio a začlenil je do svého Sokotského sultanátu.